# شگفت‌مرغان
شگفت‌مرغان (به لاتین: Mirandornithes) یک کلاد است که دربرگیرندهٔ فلامینگوها و کشیم‌ها است. بسیاری از پژوهشگران اصطلاح بال‌آتشی‌ریختان (به لاتین: Phoenicopterimorphae) را برای بالاراستهٔ حاوی فلامینگوها و کشیم‌ها به کار می‌برند.
تعیین روابط هر دو گروه مشکل‌ساز بوده‌است که به نظر می‌رسد دلیل نام‌گذاری «شگفت‌مرغان» برای این گروه از پرندگان بوده‌است. فلامینگوها با شاخه‌های متعددی مانند مرغابیان و لک‌لک‌سانان در درون نوآروارگان قرار گرفته بودند. کشیم‌ها را با غواص‌ها قرار داده بودند. با این حال، مطالعات اخیر این دو شاخه را به عنوان گروه خواهر تأیید کرده‌است.
هم راستهٔ بال‌آتشی‌سانان اولیه و هم نزدیکترین خویشاوندان آنها، کشیم‌ها، بسیار آبزی بودند. این نشان می‌دهد که کل گروه شگفت‌مرغان از اجداد آبزی و احتمالاً شناگر تکامل یافته‌اند.

## جداریختی
بر اساس مایر (۲۰۰۴) و سانگستر (۲۰۰۵) حداقل دوازده سیناپومورفولوژی ریخت‌شناسی متمایز وجود دارد که منحصر به این کلاد هستند:
"حداقل مهره‌های چهارم تا هفتم گردنی به شدت دراز می‌شوند، با فرایند اسپینوسی که یک برجستگی مشخص را تشکیل می‌دهد.
۱. استخوان بازو با فرورفتگی بیضی شکل مشخص در محل ورود ماهیچه scapulohumeralis cranialis.

۲. حداقل ۲۳ مهره پیش‌خاجی (presacral).

1. حداقل چهار مهره قفسه سینه به یک notarium جوش‌خورده‌است.
2. انتهای دیستال ulna با فرورفتگی radialis بیضی مشخص.
3. Phalanx proximalis digiti majoris خیلی دراز و از نظر جمجمه ای باریک.
4. لبه Distal از کندیلوس مدیالیس تیبیوتارسوس به‌طور مشخص بریدگی دارد.
5. Pars acetabularis از ماهیچه iliotibialis lateralis وجود ندارد.
6. Pars caudalis از ماهیچه caudofemoralis وجود ندارد.

۹. بال با ۱۲ شاهپراولی.

1. کاروتیس شریان چپ کاهش یافته یا وجود ندارد.
2. تخم‌ها پوشیده از یک لایه گچی بی‌رنگ فسفات کلسیم."